# Torneo Clausura 2012 (El Salvador)
El Torneo Clausura 2012 fue el 28º torneo corto desde la creación del formato de un campeonato Apertura y Clausura, que se juega en la Primera División de El Salvador. La competencia fue ganada por Club Deportivo Águila que conquistó el decimoquinto título de su historia y ganó el derecho para participar en la Concacaf Liga Campeones 2012-13.
La temporada comenzó el 7 de enero y finalizó el 6 de mayo de ese mismo año. Al igual que años anteriores, la liga se compone de 10 equipos, cada uno jugando partidos de local y visita contra los otros clubes para un total de 18 partidos. Los cuatro mejores equipos al final de la temporada regular tomaron parte de las semifinales. También existió una tabla de posiciones acumulada con respecto al torneo anterior, para decidir el descenso a Segunda División.
La empresa que posee los derechos exclusivos para transmitir por televisión en El Salvador y Estados Unidos es Telecorporación Salvadoreña, a través de canal 4.

## Equipos participantes
| Equipo                 | Ciudad               | Entrenadores                                                        | Estadio                              | Capacidad |
| ---------------------- | -------------------- | ------------------------------------------------------------------- | ------------------------------------ | --------- |
| Alianza                | San Salvador         | Vladan Vićević (1-3) Leonel Cárcamo (5-7) Juan Ramón Paredes (8-18) | Estadio Cuscatlán                    | 53.400    |
| Isidro Metapán         | Metapán              | Edwin Portillo                                                      | Estadio Jorge "Calero" Suárez        | 8,000     |
| Águila                 | San Miguel           | Eraldo Correia (1-6) Víctor Coreas (7-final)                        | Juan Francisco Barraza               | 10,000    |
| Atlético Marte         | San Salvador         | Fausto Vásquez (1-6) Jorge García (7-18)                            | Estadio Cuscatlán                    | 53.400    |
| FAS                    | Santa Ana            | Ricardo Mena Laguan (1-7) Agustín Castillo (8-semif.)               | Estadio Óscar Quiteño                | 15,000    |
| Juventud Independiente | San Juan Opico       | Juan Ramón Sánchez                                                  | Complejo Deportivo de San Juan Opico | 4,000     |
| Luis Ángel Firpo       | Usulután             | Nelson Ancheta                                                      | Estadio Sergio Torres                | 5,000     |
| Once Municipal         | Ahuachapán           | Juan Sarulyte                                                       | Estadio Simeón Magaña                | 5,000     |
| UES                    | San Salvador         | Roberto Gamarra                                                     | Estadio Universitario                | 10,000    |
| Vista Hermosa          | San Francisco Gotera | Carlos Romero (1-7) Efraín Núñez (8-18)                             | Estadio Correcaminos                 | 4,000     |

## Tablas de clasificación

### Torneo Clausura 2012
|  |     | Equipos de fútbol      | Pts | PJ | G  | E | P | GF | GC | Dif |
|  | --- | ---------------------- | --- | -- | -- | - | - | -- | -- | --- |
|  | 1.  | Isidro Metapán         | 38  | 18 | 10 | 8 | 0 | 34 | 15 | +19 |
|  | 2.  | Águila                 | 29  | 18 | 9  | 2 | 7 | 28 | 18 | +10 |
|  | 3.  | Luis Ángel Firpo       | 28  | 18 | 7  | 7 | 4 | 30 | 23 | +7  |
|  | 4.  | Once Municipal         | 27  | 18 | 7  | 6 | 5 | 25 | 13 | +12 |
|  | 4.  | FAS                    | 27  | 18 | 6  | 9 | 3 | 24 | 23 | +1  |
|  | 6.  | Juventud Independiente | 25  | 18 | 6  | 7 | 5 | 31 | 24 | +7  |
|  | 7.  | UES                    | 19  | 18 | 5  | 4 | 9 | 24 | 36 | -12 |
|  | 8.  | Atlético Marte         | 17  | 18 | 4  | 5 | 9 | 17 | 29 | -12 |
|  | 9.  | Alianza                | 15  | 18 | 3  | 6 | 9 | 25 | 40 | -15 |
|  | 10. | Vista Hermosa          | 15  | 18 | 3  | 6 | 9 | 17 | 34 | -17 |

Pts = Puntos; PJ = Partidos Jugados; G = Partidos Ganados; E = Partidos Empatados; P = Partidos Perdidos; GF = Goles Anotados; GC = Goles Recibidos; Dif = Diferencia de gol
|  | |
|  | Cuatro primeros lugares clasifican a semifinales. FAS y Once Municipal acabaron empatados en el cuarto puesto por lo que debieron realizar un juego de desempate. El equipo que ocupa el primer lugar enfrenta al cuarto clasificado, y el segundo puesto al tercero. Los juegos eran a visita recíproca. Los ganadores de las series pasaron a la final que se desarrolla a juego único. |

### Tabla acumulada
|  |     | Equipos de fútbol      | Pts | PJ | G  | E  | P  | GF | GC | Dif |
|  | --- | ---------------------- | --- | -- | -- | -- | -- | -- | -- | --- |
|  | 1.  | Isidro Metapán         | 74  | 36 | 21 | 11 | 4  | 66 | 36 | +30 |
|  | 3.  | FAS                    | 58  | 36 | 15 | 14 | 7  | 48 | 40 | +8  |
|  | 3.  | Águila                 | 58  | 36 | 17 | 7  | 12 | 62 | 44 | +18 |
|  | 4.  | Once Municipal         | 57  | 36 | 15 | 12 | 9  | 54 | 33 | +21 |
|  | 5.  | Luis Ángel Firpo       | 57  | 36 | 15 | 12 | 9  | 61 | 50 | +11 |
|  | 6.  | Juventud Independiente | 42  | 36 | 11 | 9  | 16 | 47 | 56 | -9  |
|  | 7.  | Atlético Marte         | 40  | 36 | 10 | 10 | 16 | 38 | 50 | -12 |
|  | 8.  | Alianza                | 39  | 36 | 9  | 12 | 15 | 43 | 57 | -14 |
|  | 9.  | UES                    | 33  | 36 | 7  | 12 | 17 | 39 | 65 | -26 |
|  | 10. | Vista Hermosa          | 25  | 36 | 4  | 13 | 19 | 28 | 59 | -31 |

|  |                                              |
|  | Último lugar desciende a la Liga de Ascenso. |

## Calendario

### Fase de clasificación
| 7/1 | Correcaminos          | Vista Hermosa  | 1:1 | FAS                    |
| 7/1 | Universitario         | UES            | 2:1 | Alianza                |
| 7/1 | Jorge "Calero" Suárez | Isidro Metapán | 4:1 | Águila                 |
| 8/1 | Simeón Magaña         | Once Municipal | 2:1 | Juventud Independiente |
| 8/1 | Cuscatlán             | Atlético Marte | 0:4 | Luis Ángel Firpo       |

| 14/1 | Sergio Torres          | Luis Ángel Firpo       | 1:0 | Once Municipal |
| 14/1 | Óscar Quiteño          | FAS                    | 1:1 | Isidro Metapán |
| 15/1 | Juan Francisco Barraza | Águila                 | 1:3 | UES            |
| 15/1 | Complejo Municipal     | Juventud Independiente | 2:0 | Vista Hermosa  |
| 15/1 | Cuscatlán              | Alianza                | 1:0 | Atlético Marte |

| 18/1 | Complejo Municipal | Juventud Independiente | 0:0 | Luis Ángel Firpo |
| 18/1 | Correcaminos       | Vista Hermosa          | 2:2 | Isidro Metapán   |
| 18/1 | Simeón Magaña      | Once Municipal         | 2:1 | Alianza          |
| 18/1 | Universitario      | UES                    | 1:1 | FAS              |
| 18/1 | Cuscatlán          | Atlético Marte         | 0:2 | Águila           |

| 21/1 | Óscar Quiteño          | FAS              | 1:1 | Atlético Marte         |
| 21/1 | Sergio Torres          | Luis Ángel Firpo | 2:1 | Vista Hermosa          |
| 21/1 | Jorge "Calero" Suárez  | Isidro Metapán   | 1:0 | UES                    |
| 21/1 | Juan Francisco Barraza | Águila           | 1:0 | Once Municipal         |
| 22/1 | Cuscatlán              | Alianza          | 2:1 | Juventud Independiente |

| 24/1 | Cuscatlán          | Atlético Marte         | 0:2 | Isidro Metapán |
| 25/1 | Complejo Municipal | Juventud Independiente | 2:1 | Águila         |
| 25/1 | Simeón Magaña      | Once Municipal         | 5:0 | FAS            |
| 26/1 | Correcaminos       | Vista Hermosa          | 1:2 | UES            |
| 26/1 | Sergio Torres      | Luis Ángel Firpo       | 4:4 | Alianza        |

| 28/1 | Jorge "Calero" Suárez  | Isidro Metapán | 1:0 | Once Municipal         |
| 29/1 | Cuscatlán              | Alianza        | 1:2 | Vista Hermosa          |
| 29/1 | Universitario          | UES            | 0:2 | Atlético Marte         |
| 1/2  | Óscar Quiteño          | FAS            | 1:0 | Juventud Independiente |
| 1/2  | Juan Francisco Barraza | Águila         | 1:0 | Luis Ángel Firpo       |

| 4/2 | Correcaminos       | Vista Hermosa          | 1:1 | Atlético Marte |
| 4/2 | Sergio Torres      | Luis Ángel Firpo       | 3:0 | FAS            |
| 5/2 | Cuscatlán          | Alianza                | 1:3 | Águila         |
| 5/2 | Complejo Deportivo | Juventud Independiente | 1:1 | Isidro Metapán |
| 5/2 | Simeón Magaña      | Once Municipal         | 4:1 | UES            |

| 11/2 | Correcaminos          | Vista Hermosa  | 0:1 | Águila                 |
| 11/2 | San Salvador          | UES            | 2:2 | Juventud Independiente |
| 11/2 | Óscar Quiteño         | FAS            | 3:0 | Alianza                |
| 11/2 | Jorge "Calero" Suárez | Isidro Metapán | 2:1 | Luis Ángel Firpo       |
| 12/2 | Cuscatlán             | Atlético Marte | 1:0 | Once Municipal         |

| 18/2 | Simeón Magaña          | Once Municipal         | 3:0 | Vista Hermosa  |
| 18/2 | Sergio Torres          | Luis Ángel Firpo       | 2:1 | UES            |
| 18/2 | Juan Francisco Barraza | Águila                 | 2:0 | FAS            |
| 19/2 | Complejo Deportivo     | Juventud Independiente | 4:2 | Atlético Marte |
| 19/2 | Cuscatlán              | Alianza                | 2:2 | Isidro Metapán |

| 25/2 | Sergio Torres          | Luis Ángel Firpo       | 0:0 | Atlético Marte |
| 25/2 | Juan Francisco Barraza | Águila                 | 0:1 | Isidro Metapán |
| 25/2 | Óscar Quiteño          | FAS                    | 1:1 | Vista Hermosa  |
| 26/2 | Cuscatlán              | Alianza                | 2:4 | UES            |
| 26/2 | Complejo Deportivo     | Juventud Independiente | 2:2 | Once Municipal |

| 2/3  | Universitario         | UES            | 1:0 | Águila                 |
| 3/3  | Correcaminos          | Vista Hermosa  | 2:2 | Juventud Independiente |
| 3/3  | Jorge "Calero" Suárez | Isidro Metapán | 1:1 | FAS                    |
| 26/2 | Cuscatlán             | Atlético Marte | 2:3 | Alianza                |
| 26/2 | simeón Magaña         | Once Municipal | 0:0 | Luis Ángel Firpo       |

| 7/3  | Sergio Torres          | Luis Ángel Firpo | 1:0 | Juventud Independiente |
| 7/3  | Cuscatlán              | Alianza          | 1:1 | Once Municipal         |
| 7/3  | Juan Francisco Barraza | Águila           | 5:0 | Atlético Marte         |
| 13/3 | Óscar Quiteño          | FAS              | 4:1 | UES                    |
| 28/3 | Jorge "Calero" Suárez  | Isidro Metapán   | 3:1 | Vista Hermosa          |

| 17/3 | Correcaminos       | Vista Hermosa          | 1:0 | Luis Ángel Firpo |
| 17/3 | Universitario      | UES                    | 1:1 | Isidro Metapán   |
| 18/3 | Cuscatlán          | Atlético Marte         | 0:1 | FAS              |
| 18/3 | Simeón Magaña      | Once Municipal         | 1:0 | Águila           |
| 18/3 | Complejo Deportivo | Juventud Independiente | 3:0 | Alianza          |

| 11/3 | Cuscatlán              | Alianza        | 3:3 | Luis Ángel Firpo       |
| 11/3 | Universitario          | UES            | 0:2 | Vista Hermosa          |
| 11/3 | Simeón Magaña          | Isidro Metapán | 1:1 | Atlético Marte         |
| 11/3 | Óscar Quiteño          | FAS            | 2:1 | Once Municipal         |
| 11/3 | Juan Francisco Barraza | Águila         | 2:2 | Juventud Independiente |

| 24/3 | Correcaminos       | Vista Hermosa          | 1:1 | Alianza        |
| 24/3 | Sergio Torres      | Luis Ángel Firpo       | 1:1 | Águila         |
| 25/3 | Cuscatlán          | Atlético Marte         | 2:1 | UES            |
| 25/3 | Complejo Deportivo | Juventud Independiente | 1:1 | FAS            |
| 25/3 | Simeón Magaña      | Once Municipal         | 0:0 | Isidro Metapán |

| 29/3 | Universitario          | UES            | 1:1 | Once Municipal         |
| 30/3 | Juan Francisco Barraza | Águila         | 2:0 | Alianza                |
| 31/3 | Óscar Quiteño          | FAS            | 2:2 | Luis Ángel Firpo       |
| 31/3 | Jorge "Calero" Suárez  | Isidro Metapán | 4:1 | Juventud Independiente |
| 1/4  | Cuscatlán              | Atlético Marte | 4:1 | Vista Hermosa          |

| 4/4 | Simeón Magaña          | Once Municipal         | 0:0 | Atlético Marte |
| 4/4 | Complejo Deportivo     | Juventud Independiente | 5:0 | UES            |
| 4/4 | Juan Francisco Barraza | Águila                 | 5:0 | Vista Hermosa  |
| 4/4 | Cuscatlán              | Alianza                | 2:2 | FAS            |
| 4/4 | Sergio Torres          | Luis Ángel Firpo       | 2:4 | Isidro Metapán |

| 14/4 | Jorge "Calero" Suárez | Isidro Metapán | 3:0 | Alianza                |
| 15/4 | Universitario         | UES            | 3:4 | Luis Ángel Firpo       |
| 15/4 | Cuscatlán             | Atlético Marte | 1:2 | Juventud Independiente |
| 15/4 | Correcaminos          | Vista Hermosa  | 0:3 | Once Municipal         |
| 15/4 | Óscar Quiteño         | FAS            | 0:2 | Águila                 |

### Juego de desempate por el cuarto lugar
| 18 de abril de 2012 | FAS                                  | 3:0 (0:0) | Once Municipal | Estadio Cuscatlán, San Salvador, 19 h |                          |
|                     | Teruel 62' 68' · Pimentel 76' (a.g.) |           |                | Árbitro(s): Joel Aguilar              | Árbitro(s): Joel Aguilar |

### Semifinales
| 22 de abril de 2012 | Luis Ángel Firpo | 0:4 (0:2) | Águila                                   | Estadio Cuscatlán, San Salvador, 15 h |                          |
|                     |                  |           | Bonilla 8' 39' · Romero 70' · Torres 86' | Árbitro(s): Marlon Mejía              | Árbitro(s): Marlon Mejía |

| 28 de abril de 2012                                     | Águila    | 1:2 (0:1) | Luis Ángel Firpo          | Estadio Juan Francisco Barraza, San Miguel, 19 h |                           |
|                                                         | Muñoz 90' |           | Buendía 36' · D. Alas 80' | Árbitro(s): Elmer Bonilla                        | Árbitro(s): Elmer Bonilla |
| Águila avanza a la final con un marcador global de 5:2. |           |           |                           |                                                  |                           |

| 22 de abril de 2012 | FAS                    | 2:0 (2:0) | Isidro Metapán | Estadio Óscar Quiteño, Santa Ana, 16 h |                          |
|                     | Bentos 11' · Ulloa 43' |           |                | Árbitro(s): Jaime Carpio               | Árbitro(s): Jaime Carpio |

| 28 de abril de 2012                                             | Isidro Metapán                           | 3:0 (0:0) | FAS | Estadio Jorge "Calero" Suárez, Metapán, 19 h |                          |
|                                                                 | Pacheco 55' · Bautista 62' · Sánchez 77' |           |     | Árbitro(s): Joel Aguilar                     | Árbitro(s): Joel Aguilar |
| Isidro Metapán avanza a la final con un marcador global de 3:2. |                                          |           |     |                                              |                          |

### Final
| 1     | POR   | Miguel Montes     |     |
| 23    | DEF   | Ricardo Alvarado  | 54' |
| 19    | DEF   | Alex Escobar      |     |
| 2     | DEF   | Milton Molina     |     |
| 15    | DEF   | Alfredo Pacheco   |     |
| 20    | MED   | Omar Mejía        |     |
| 53    | MED   | Marvin Monterrosa | 54' |
| 16    | MED   | Ramón Sánchez     |     |
| 12    | DEL   | Edwin Sánchez     |     |
| 17    | DEL   | Lester Blanco     |     |
| 9     | DEL   | Allan Kardeck     | 67' |
| D. T. | D. T. | Edwin Portillo    |     |

| 22    | POR   | Benji Villalobos    |     |
| 23    | DEF   | Luis Anaya          |     |
| 6     | DEF   | Mardoqueo Henríquez |     |
| 4     | DEF   | Glauber da Silva    | 17' |
| 13    | DEF   | Deris Umanzor       |     |
| 24    | MED   | Darwin Bonilla      |     |
| 3     | MED   | Isaac Zelaya        |     |
| 8     | MED   | Osael Romero        |     |
| 15    | MED   | Ronald Torres       |     |
| 33    | DEL   | Irza Santos         | 59' |
| 19    | DEL   | Nicolás Muñoz       |     |
| D. T. | D. T. | Víctor Coreas       |     |

| 11 | Delantero      | Christian Bautista | 54' |
| 6  | Centrocampista | Julio Martínez     | 54' |
| 30 | Delantero      | Leonardo da Silva  | 67' |

| 9 | Defensa        | Henry Romero  | 17' |
| 7 | Centrocampista | Irving Flores | 59' |

| 78' | Ramón Sánchez | 1:2 |

| 38' (pen.) · 70' | Osael Romero Nicolás Muñoz | 0:1 0:2 |

| 26' · 37' · 60' · 68' | Alfredo Pacheco Miguel Montes Allan Kardeck Ramón Sánchez |

| 42' · 63' · 84' | Irza Santos Henry Romero Benji Villalobos |

| Principal | Joel Aguilar |

| 1     | POR   | Miguel Montes     |     |
| 23    | DEF   | Ricardo Alvarado  | 54' |
| 19    | DEF   | Alex Escobar      |     |
| 2     | DEF   | Milton Molina     |     |
| 15    | DEF   | Alfredo Pacheco   |     |
| 20    | MED   | Omar Mejía        |     |
| 53    | MED   | Marvin Monterrosa | 54' |
| 16    | MED   | Ramón Sánchez     |     |
| 12    | DEL   | Edwin Sánchez     |     |
| 17    | DEL   | Lester Blanco     |     |
| 9     | DEL   | Allan Kardeck     | 67' |
| D. T. | D. T. | Edwin Portillo    |     |

| 22    | POR   | Benji Villalobos    |     |
| 23    | DEF   | Luis Anaya          |     |
| 6     | DEF   | Mardoqueo Henríquez |     |
| 4     | DEF   | Glauber da Silva    | 17' |
| 13    | DEF   | Deris Umanzor       |     |
| 24    | MED   | Darwin Bonilla      |     |
| 3     | MED   | Isaac Zelaya        |     |
| 8     | MED   | Osael Romero        |     |
| 15    | MED   | Ronald Torres       |     |
| 33    | DEL   | Irza Santos         | 59' |
| 19    | DEL   | Nicolás Muñoz       |     |
| D. T. | D. T. | Víctor Coreas       |     |

| 11 | Delantero      | Christian Bautista | 54' |
| 6  | Centrocampista | Julio Martínez     | 54' |
| 30 | Delantero      | Leonardo da Silva  | 67' |

| 9 | Defensa        | Henry Romero  | 17' |
| 7 | Centrocampista | Irving Flores | 59' |

| 78' | Ramón Sánchez | 1:2 |

| 38' (pen.) · 70' | Osael Romero Nicolás Muñoz | 0:1 0:2 |

| 26' · 37' · 60' · 68' | Alfredo Pacheco Miguel Montes Allan Kardeck Ramón Sánchez |

| 42' · 63' · 84' | Irza Santos Henry Romero Benji Villalobos |

| Principal | Joel Aguilar |

| 1     | POR   | Miguel Montes     |     |
| 23    | DEF   | Ricardo Alvarado  | 54' |
| 19    | DEF   | Alex Escobar      |     |
| 2     | DEF   | Milton Molina     |     |
| 15    | DEF   | Alfredo Pacheco   |     |
| 20    | MED   | Omar Mejía        |     |
| 53    | MED   | Marvin Monterrosa | 54' |
| 16    | MED   | Ramón Sánchez     |     |
| 12    | DEL   | Edwin Sánchez     |     |
| 17    | DEL   | Lester Blanco     |     |
| 9     | DEL   | Allan Kardeck     | 67' |
| D. T. | D. T. | Edwin Portillo    |     |

| 22    | POR   | Benji Villalobos    |     |
| 23    | DEF   | Luis Anaya          |     |
| 6     | DEF   | Mardoqueo Henríquez |     |
| 4     | DEF   | Glauber da Silva    | 17' |
| 13    | DEF   | Deris Umanzor       |     |
| 24    | MED   | Darwin Bonilla      |     |
| 3     | MED   | Isaac Zelaya        |     |
| 8     | MED   | Osael Romero        |     |
| 15    | MED   | Ronald Torres       |     |
| 33    | DEL   | Irza Santos         | 59' |
| 19    | DEL   | Nicolás Muñoz       |     |
| D. T. | D. T. | Víctor Coreas       |     |

| 11 | Delantero      | Christian Bautista | 54' |
| 6  | Centrocampista | Julio Martínez     | 54' |
| 30 | Delantero      | Leonardo da Silva  | 67' |

| 9 | Defensa        | Henry Romero  | 17' |
| 7 | Centrocampista | Irving Flores | 59' |

| 78' | Ramón Sánchez | 1:2 |

| 38' (pen.) · 70' | Osael Romero Nicolás Muñoz | 0:1 0:2 |

| 26' · 37' · 60' · 68' | Alfredo Pacheco Miguel Montes Allan Kardeck Ramón Sánchez |

| 42' · 63' · 84' | Irza Santos Henry Romero Benji Villalobos |

| Principal | Joel Aguilar |

| 1     | POR   | Miguel Montes     |     |
| 23    | DEF   | Ricardo Alvarado  | 54' |
| 19    | DEF   | Alex Escobar      |     |
| 2     | DEF   | Milton Molina     |     |
| 15    | DEF   | Alfredo Pacheco   |     |
| 20    | MED   | Omar Mejía        |     |
| 53    | MED   | Marvin Monterrosa | 54' |
| 16    | MED   | Ramón Sánchez     |     |
| 12    | DEL   | Edwin Sánchez     |     |
| 17    | DEL   | Lester Blanco     |     |
| 9     | DEL   | Allan Kardeck     | 67' |
| D. T. | D. T. | Edwin Portillo    |     |

| 22    | POR   | Benji Villalobos    |     |
| 23    | DEF   | Luis Anaya          |     |
| 6     | DEF   | Mardoqueo Henríquez |     |
| 4     | DEF   | Glauber da Silva    | 17' |
| 13    | DEF   | Deris Umanzor       |     |
| 24    | MED   | Darwin Bonilla      |     |
| 3     | MED   | Isaac Zelaya        |     |
| 8     | MED   | Osael Romero        |     |
| 15    | MED   | Ronald Torres       |     |
| 33    | DEL   | Irza Santos         | 59' |
| 19    | DEL   | Nicolás Muñoz       |     |
| D. T. | D. T. | Víctor Coreas       |     |

| 11 | Delantero      | Christian Bautista | 54' |
| 6  | Centrocampista | Julio Martínez     | 54' |
| 30 | Delantero      | Leonardo da Silva  | 67' |

| 9 | Defensa        | Henry Romero  | 17' |
| 7 | Centrocampista | Irving Flores | 59' |

| 78' | Ramón Sánchez | 1:2 |

| 38' (pen.) · 70' | Osael Romero Nicolás Muñoz | 0:1 0:2 |

| 26' · 37' · 60' · 68' | Alfredo Pacheco Miguel Montes Allan Kardeck Ramón Sánchez |

| 42' · 63' · 84' | Irza Santos Henry Romero Benji Villalobos |

| Principal | Joel Aguilar |

|                                          |
| Campeón C. D. Águila Decimoquinto título |

## Premios y reconocimientos

### Goleadores
El periódico El Gráfico premia al goleador de cada torneo con el trofeo Hombre Gol.
| Jugador               | Equipo                 | Goles |
| --------------------- | ---------------------- | ----- |
| Nicolás Muñoz         | Águila                 | 12    |
| Anel Canales          | Luis Ángel Firpo       | 12    |
| Juan Carlos Reyes     | Juventud Independiente | 10    |
| Alexander Erazo       | Juventud Independiente | 7     |
| Sean Fraser           | Alianza                | 7     |
| César Larios          | UES                    | 7     |
| Juan Alexander Campos | Once Municipal         | 7     |
| Marvin Monterrosa     | Isidro Metapán         | 7     |

### Portero menos vencido
| Jugador       | Equipo         | Estadística          |
| ------------- | -------------- | -------------------- |
| Miguel Montes | Isidro Metapán | 9 goles en 12 juegos |

### Jugador más disciplinado
| Jugador      | Equipo | Estadística                                   |
| ------------ | ------ | --------------------------------------------- |
| César Larios | UES    | 1.462 minutos en 18 partidos sin amonestación |

### Entrenador con más victorias
| Entrenador     | Equipo         | Estadística    |
| -------------- | -------------- | -------------- |
| Edwin Portillo | Isidro Metapán | diez victorias |

### Mejor novato
| Jugador      | Equipo        |
| ------------ | ------------- |
| José Salinas | Vista Hermosa |